# Kolbarnews
 (avril 2024).
La mise en forme du texte ne suit pas les recommandations de Wikipédia : il faut le « wikifier ».
Les points d'amélioration suivants sont les cas les plus fréquents. Le détail des points à revoir est peut-être précisé sur la page de discussion.
- Les titres sont pré-formatés par le logiciel. Ils ne sont ni en capitales, ni en gras.
- Le texte ne doit pas être écrit en capitales (les noms de famille non plus), ni en gras, ni en italique, ni en « petit »…
- Le gras n'est utilisé que pour surligner le titre de l'article dans l'introduction, une seule fois.
- L'italique est rarement utilisé : mots en langue étrangère, titres d'œuvres, noms de bateaux, etc.
- Les citations ne sont pas en italique mais en corps de texte normal. Elles sont entourées par des guillemets français : « et ».
- Les listes à puces sont à éviter, des paragraphes rédigés étant largement préférés. Les tableaux sont à réserver à la présentation de données structurées (résultats, etc.).
- Les appels de note de bas de page (petits chiffres en exposant, introduits par l'outil «  Source ») sont à placer entre la fin de phrase et le point final[comme ça].
- Les liens internes (vers d'autres articles de Wikipédia) sont à choisir avec parcimonie. Créez des liens vers des articles approfondissant le sujet. Les termes génériques sans rapport avec le sujet sont à éviter, ainsi que les répétitions de liens vers un même terme.
- Les liens externes sont à placer uniquement dans une section « Liens externes », à la fin de l'article. Ces liens sont à choisir avec parcimonie suivant les règles définies. Si un lien sert de source à l'article, son insertion dans le texte est à faire par les notes de bas de page.
- La présentation des références doit suivre les conventions bibliographiques. Il est recommandé d'utiliser les modèles {{Ouvrage}}, {{Chapitre}}, {{Article}}, {{Lien web}} et/ou {{Bibliographie}}. Le mode d'édition visuel peut mettre en forme automatiquement les références.
- Insérer une infobox (cadre d'informations à droite) n'est pas obligatoire pour parachever la mise en page.

Pour une aide détaillée, merci de consulter Aide:Wikification.
Si vous pensez que ces points ont été résolus, vous pouvez retirer ce bandeau et améliorer la mise en forme d'un autre article.
 (avril 2024).
Kolbarnews est un site web d'information en persan et en kurde qui couvre les nouvelles sur les "kolbars" et les mouvements sociaux au Kurdistan et en Iran.
Les kolbars (ou porteurs) sont des personnes qui transportent illégalement des marchandises à travers les frontières montagneuses entre le Kurdistan iranien et l'Irak pour gagner leur vie. Ce travail est très dangereux en raison des nombreux risques qu'il implique, tels que les confrontations avec les agents frontaliers, les chutes de montagnes et les conditions climatiques défavorables,.

## Rapport annuel
Kolbarnews ne se contente pas de diffuser des informations sur les mouvements sociaux au Kurdistan et en Iran. Le site web consacre également une place importante à la question de la violence à laquelle sont confrontés les kolbars, ces porteurs qui transportent illégalement des marchandises à travers les montagnes pour gagner leur vie.
Dans une rubrique intitulée "Rapports annuels", Kolbarnews publie des rapports semestriels qui documentent les cas d'arrestations, de maltraitances, de blessures et d'assassinats de kolbars. Ces rapports constituent un témoignage poignant des injustices auxquelles ces travailleurs sont confrontés et servent d'appel à l'action pour exiger le respect de leurs droits humains.
Les rapports annuels de Kolbarnews mettent en évidence plusieurs points importants :
- L'augmentation de la violence contre les kolbars ces dernières années.
- L'impunité dont bénéficient les forces de sécurité lorsqu'elles s'en prennent aux kolbars.
- Le manque de protection juridique pour les kolbars.
- Les conditions de travail précaires et dangereuses auxquelles sont confrontés les kolbars.

Kolbarnews invite tous ceux qui se soucient de la justice sociale et des droits humains à lire ses rapports annuels et à se joindre à la lutte pour un avenir plus digne pour les kolbars,,,.

## Attaque cybernétique contre Kolbarnews
Le 17 mai 2024, au cours d'une attaque cybernétique de grande envergure, les serveurs du site web Kolbarnews ont été mis hors service par des pirates informatiques de la République islamique. L'accès au site web a été impossible pendant 12 heures. Cependant, le 18 mai 2024, le site web est de nouveau en ligne.

## Menaces contre la vie des journalistes de Kolbarnews
Les forces cybernétiques du Corps des gardiens de la révolution islamique ont menacé à plusieurs reprises la vie des journalistes et des membres du conseil d'administration de Kolbarnews. Dans ce contexte, Zana Saeedzadeh, journaliste et membre du conseil d'administration de Kolbarnews, a évoqué dans une interview les menaces de mort qu'elle a reçues de la part des forces du Corps des gardiens de la révolution, en particulier après le soulèvement "Femme, Vie, Liberté".

## Preuve individuelle
1. ↑  https://www.iranintl.com/video/ott_9a48154f19c14fca837c17d15c982fd7
2. 1 2  زندهسفر رسمی رئیس مجلس نمایندگان آمریکا به اسرائیل, auf bbc.com
3. ↑  درباره ما, auf kolbarnews.com
4. ↑  فاجعه سوخت‌بری در سیستان و بلوچستان؛ دست‌کم ٢٣ سوخت‌بر از آغاز سال ۱۴۰۲ کشته و زخمی شدند, auf iranintl.com
5. ↑  ناوەندی کۆڵبەر نیوز: پار 29 کۆڵبەر بە تەقەی هێزەکانی سەر سنوور کوژراون, auf rudaw.net
6. ↑  کۆڵبەر نیوز: لە ماوەی 10 ساڵدا 547 کۆڵبەر کوژراون , auf mewdamedia.com
7. ↑  https://kolbarnews.com/14030227000000001-2/
8. ↑  https://rojman.org/%D8%AC%D8%A7%D9%86-%D8%B2%D8%A7%D9%86%D8%A7-%D8%B3%D8%B9%DB%8C%D8%AF%D8%B2%D8%A7%D8%AF%D9%87%D8%8C-%D8%B1%D9%88%D8%B2%D9%86%D8%A7%D9%85%D9%87%D9%86%DA%AF%D8%A7%D8%B1-%D9%88-%D8%B9%D8%B6%D9%88/